# Домішка (геохімія)
Домішка (рос. примесь, англ. admixture, нім. Beimischung f, Zusatz m) -
- у мінералогії, гірництві — стороння речовина (мінерал), що підлягає видаленню з корисної копалини при збагаченні. Домішки розділяють на нейтральні та шкідливі. Нейтральні домішки є баластами при транспортуванні та використанні корисної копалини. Шкідливі домішки створюють несприятливі умови для використання корисних копалин або шкідливо впливають на довкілля, живі організми. Див. Автолізія.

- у технології переробки мінеральної сировини — речовина, що додається до мінеральної сировини, реагенту або продукту збагачення корисних копалин для підвищення ефективності їх використання. Наприклад, до солоного вугілля додають спеціальні домішки, які зменшують шлакування на робочих поверхнях котла при його спалюванні.

## Різновиди
Домішка активна (рос. активная добавка; англ. active admixture; нім. aktive Beimischung f, aktiver Zusatz m) — домішка до закачуваної води, яка здатна впливати на гідродинаміку потоку — умови руху рідин у пористому середовищі, незалежно від її природи, і застосовується з метою підвищення ефективності витіснення нафти водою. Д.а. може мати як фізичну (теплота), так і хімічну природу (полімери, діоксид вуглецю, луги, поверхнево-активні речовини тощо).
Домішка пасивна (рос. пассивная добавка; англ. passive admixture; нім. passive  Beimischung f, passiver Zusatz m) — домішка до закачуваної води, яка впливає тільки на сорбцію і розчинність домішки активної.